# Powiat de Siedlce
Pour les articles homonymes, voir Siedlce (homonymie).
Le powiat de Siedlce (polonais : powiat siedlecki) est un powiat (district) de la voïvodie de Mazovie, dans le centre-est de la Pologne.
Elle est née le 1er janvier 1999, à la suite des réformes polonaises de gouvernement local passées en 1998. 
Le siège administratif du powiat est la ville de Siedlce, bien que ne faisant pas partie du territoire du powiat. Il y a une autre ville dans le powiat : Mordy qui se trouve à 18 kilomètres à l'est de Siedlce. 
Le district couvre une superficie de 1 603,22 kilomètres carrés. En 2006, sa population totale est de 80 560 habitants, avec une population pour la ville de Mordy de 1 840 habitants et une population rurale de 78 720 habitants.

## Powiaty voisines
À part la ville de Siedlce, la Powiat de Siedlceest bordée des powiaty de: 
- Węgrów et Sokołów au nord
- Siemiatycze au nord-est
- Łosice et Biała Podlaska à l'est
- Łuków au sud
- Garwolin au sud-ouest
- Mińsk à l'ouest

## Division administrative

Carte du powiat

Le district est subdivisé en 13 gminy (communes) (une mixte et 12 rurales) : 
- 1 commune urbaine-rurale : Mordy ;
- 12 communes rurales : Domanice, Korczew, Kotuń, Mokobody, Paprotnia, Przesmyki, Siedlce, Skórzec, Suchożebry, Wiśniew, Wodynie et Zbuczyn.

Celles-ci sont inscrites dans le tableau suivant, dans l'ordre décroissant de la population.
| Gmina                                     | Type         | Supérficie (km²) | Population (2008) | Chef-lieu  |
| Gmina Siedlce                             | rural        | 141,5            | 15 893            | Siedlce *  |
| Gmina Zbuczyn                             | rural        | 210,8            | 10 030            | Zbuczyn    |
| Gmina Kotuń                               | rural        | 149,9            | 8 442             | Kotuń      |
| Gmina Skórzec                             | rural        | 118,9            | 7 134             | Skórzec    |
| Gmina Mordy                               | urbain-rural | 170,2            | 6 284             | Mordy      |
| Gmina Wiśniew                             | rural        | 125,9            | 5 922             | Wiśniew    |
| Gmina Mokobody                            | rural        | 119,2            | 5 293             | Mokobody   |
| Gmina Wodynie                             | rural        | 115,7            | 4 761             | Wodynie    |
| Gmina Suchożebry                          | rural        | 100,7            | 4 598             | Suchożebry |
| Gmina Przesmyki                           | rural        | 117,1            | 3 694             | Przesmyki  |
| Gmina Korczew                             | rural        | 105,1            | 3 022             | Korczew    |
| Gmina Paprotnia                           | rural        | 81,4             | 2 797             | Paprotnia  |
| Gmina Domanice                            | rural        | 46,9             | 2 690             | Domanice   |
| * Le siège ne fait pas partie de la gmina |              |                  |                   |            |

## Démographie
Données du 30 juin 2005:
| Description | Total  | Total | Femmes | Femmes | Hommes | Hommes |
| ----------- | ------ | ----- | ------ | ------ | ------ | ------ |
| Unité       | Nombre | %     | Nombre | %      | Nombre | %      |
| Population  | 80 566 | 100   | 40 002 | 49,65  | 40 564 | 50,35  |
| Urbain      | 1 810  | 2,25  | 926    | 1,15   | 884    | 1,10   |
| Rural       | 78 756 | 97,75 | 39 076 | 48,50  | 39 680 | 49,25  |

## Histoire
De 1975 à 1998, les différentes gminy du powiat actuelle appartenaient administrativement à la Voïvodie de Siedlce.